# Conde de Dundonald

Armas do conde de Dundonald e, portanto, da família Cochrane.

Armas do conde de Dundonald, com dois quartéis mudados para os da família Blair, da consorte do 14.º conde de Dundonald (1918-1986).

Conde de Dundonald (em inglês: Earl of Dundonald) é um título nobiliárquico britânico do Pariato da Escócia.
Foi criado, em 1669, por Guilherme III, rei da Inglaterra, Irlanda e Escócia, para o nobre, político e militar escocês Guilherme Cochrane, 1.º lorde Cochrane de Dundonald. Sendo subsidiário da titulação de 1.º lorde Cochrane de Dundonald o título de lorde Cochrane de Paisley e Ochiltree, que é usado pelo herdeiro do conde.
O quarto conde de Dundonald, João Cochrane (1687-1720), viria a sentar na Câmara dos Lordes do Reino Unido, de 1713 a 1715, como um par representativo eleito pelo Pariato da Escócia (ver par do reino)
Entre os condes destaca-se lorde Thomas Cochrane, 10.º conde de Dundonald e 1.º marquês do Maranhão, que vem a ser herói nacional do Reino Unido. Para além de nobre britânico hereditário, Thomas Cochrane foi titulado marquês do Maranhão, da nobreza do Império do Brasil, pelo imperador Dom Pedro I. No entanto, o título de marquês do Maranhão não é hereditário.
Os condes de Dundonald tem o tratamento de O Muito Honorável.
Entre as propriedades históricas da família descata-se o castelo Auchans, na Escócia.

## Condes de Dundonald

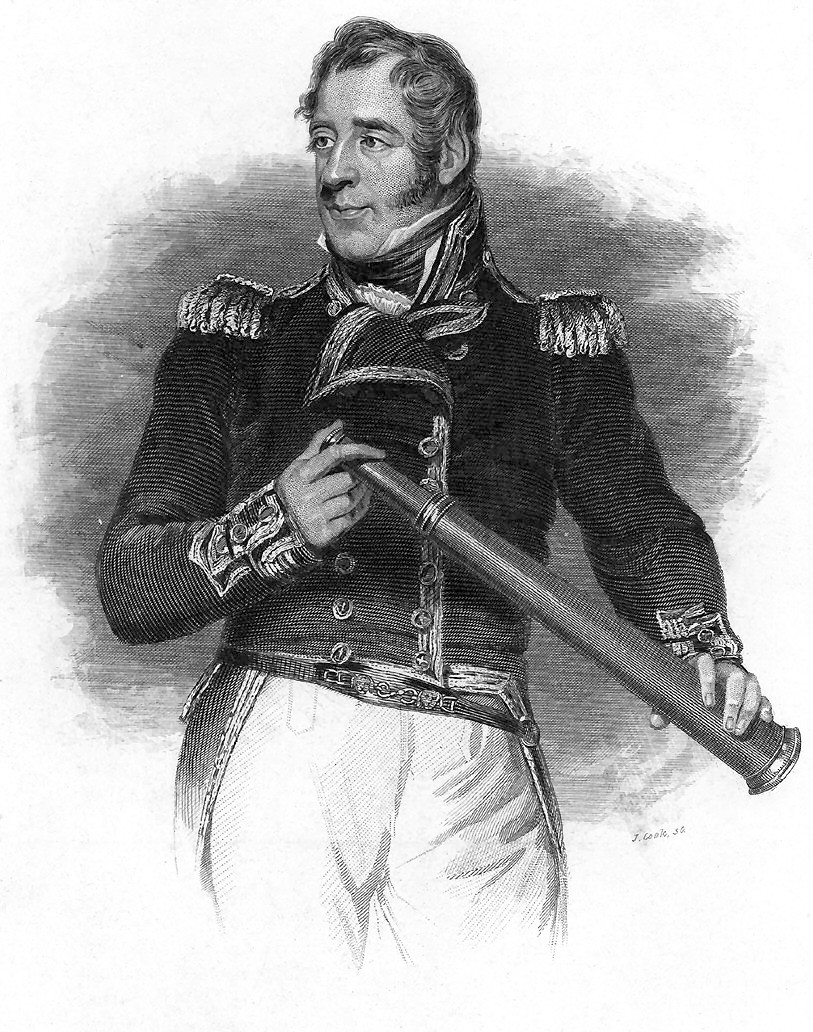
Lorde Thomas Cochrane, 10.º conde de Dundonald e 1.º marquês do Maranhão.

- Guilherme Cochrane, 1.º conde de Dundonald (morreu em 1685);
  - William Cochrane, Lord Cochrane (m. 1679)
    -  João Cochrane, 2.º conde de Dundonald (1660-1690)
      -  Guilherme Cochrane, 3.º conde de Dundonald (1686-1705)
      -  João Cochrane, 4.º conde de Dundonald (1687-1720)
        -  Guilherme Cochrane, 5.º conde de Dundonald (1708-1725)

    - William Cochrane (m. 1717)
      -  Thomas Cochrane, 6.º conde de Dundonald (1702-1737)
        -  Guilherme Cochrane, 7.º conde de Dundonald (1729-1758)

      -  Thomas Cochrane, 8.º conde de Dundonald (1691-1778)
        -  Archibaldo Cochrane, 9.º conde de Dundonald (1749-1831)
          -  Thomas Cochrane, 10.º conde de Dundonald e 1.º marquês do Maranhão (1775-1860)
            -  Thomas Barnes Cochrane, 11.º conde de Dundonald (1814-1885)
              -  Douglas Cochrane, 12.º conde de Dundonald (1852-1935)
                -  Thomas Cochrane, 13.º conde de Dundonald (1886-1958)
                - Douglas Robert Hesketh Roger Cochrane (1893–1942)
                  -  Iain Douglas Leonardo Cochrane, 14.º conde de Dundonald (1918-1986)
                    -  Iain Alexandre Douglas Blair Cochrane, 15.º conde de Dundonald (n. 1961)
                      - (1)' Dundonald, Archibaldo Iain Thomas Blair Cochrane, lorde Cochrane (n. 1991).
                      - (2)' James Douglas Richard Cochrane (n. 1995)